# Jaap Zijlstra
Jacob Roelof (Jaap) Zijlstra (Wassenaar, 5 september 1933 – Amsterdam, 22 december 2015) was een Nederlandse dichter, schrijver en predikant.

## Jeugd
Zijlstra groeide op in een timmermansgezin in de arbeidersbuurt van Wassenaar; zijn ouders kwamen uit Friesland. Het gezin telde vijf broers en een zus; een jongere broer is de latere filosoof Onno Zijlstra (1949). Een neef van moederskant was de latere predikant, schrijver en tv-presentator Sipke van der Land (1937-2015), die ook in Wassenaar opgroeide. Zowel Van der Land (voor het proza) als Jaap Zijlstra (voor de poëzie) hielpen een jonge Boudewijn Büch met diens vroege schreden op het schrijverspad. Zijlstra volgde de mulo en werkte vervolgens als boekhouder bij de gemeente en in een meubelfabriek; in de avonduren haalde hij zijn praktijkdiploma. Na zijn militaire diensttijd was hij tien jaar administrateur op het Rijnlands Lyceum Wassenaar.

## Evangelisatie
Zijlstra was sinds 1967 gereformeerd predikant, nadat uit kerkelijk jongerenwerk en activiteiten bij Youth for Christ zijn talent bleek om jongeren bij de kerk te betrekken. Zijlstra was vaste voorganger in Duurswoude (vanaf 1966), Delfzijl (vanaf 1971), Vorden (vanaf 1978) en Amsterdam (vanaf 1986); ook heeft hij in veel andere plaatsen gepreekt. Van de jaren tachtig tot het eind van zijn leven woonde Zijlstra in een grachtenpand in Amsterdam, waar hij een tijdlang evangelisatiepredikant was bij de oecumenische stichting Diensten Met Belangstellenden.
In de jaren tachtig presenteerde hij voor de NCRV vier jaar het programma Kerkepad, een rondgang langs kerken in Nederland. In 1983 kwam hij tijdens een preek in Ermelo voor zijn homoseksuele geaardheid uit. Vervolgens heeft hij veel homoseksuele mensen, en later ook mensen met aids, pastoraal begeleid.

## Schrijverschap
Als dichter debuteerde Zijlstra bij uitgeverij Callenbach met Voor de gelukkige vinder (1965). Hij heeft ruim twintig dichtbundels gepubliceerd, soms met een specifiek thema (zoals Onder mijn groene huid over zijn militaire diensttijd). Verder zijn er van hem een roman, twee novelles, liederen, beschouwelijke teksten en verspreide verhalen verschenen. Hij droeg een aantal liederen bij aan het Liedboek voor de Kerken.
De dichtbundel Ik zie je zo graag (De Prom, 1991) gaat over zijn liefde voor jongens en kreeg de Prijs van de Vlaamse Poëziedagen. In 2005 schreef hij het libretto voor de inhuldiging van een kerkorgel in Antwerpen, waarvoor Willem Ceuleers de muziek componeerde. Zijlstra's Verzamelde gedichten verschenen in 2010 bij uitgeverij Kok. In dat jaar kreeg hij ook de Dr. C. Rijnsdorp Prijs voor zijn hele oeuvre.
Zijlstra stond bekend als kunstverzamelaar en heeft galeriehouders geadviseerd bij de aan- en verkoop van schilderijen en beelden. Zelf schilderde hij overigens ook. Hij werd hiertoe aangezet door Nell Schultz. Verder was hij lange tijd actief binnen de christelijke auteursvereniging Schrijverscontact, waar hij tot 2013 voorzitter van was. Tot 8 december 2015 plaatste hij dagelijks rond middernacht een gedicht op zijn Facebookpagina. Hij stopte daarmee wegens ziekte. Enkele weken later overleed hij op 82-jarige leeftijd.

## Over Zijlstra
- Hans Werkman: 'Levensbericht Jacob Roelof Zijlstra'. In: Jaarboek van de Maatschappij der Nederlandse Letterkunde te Leiden, 2015-2016, pag. 141-152

- Gemeinsame Normdatei: 142330183
- International Standard Name Identifier: 0000 0000 8372 539X
- Library of Congress Control Number: n96065346
- Nederlandse Thesaurus van Auteursnamen: 069264074
- Virtual International Authority File: 36182457
- WorldCat: E39PBJrm6CqmBHWDDXpjYTFFrq